# Aberdeen Creek (Sierra Leone)
Der Aberdeen Creek, selten auch Aberdeen Bay, ist eine Bucht und Lagune in der sierra-leonischen Hauptstadt Freetown und grenzt an das Ästuargebiet des Sierra Leone River.

## Beschreibung
Der Aberdeen Creek zählt zu den wichtigsten Feuchtgebieten des Landes und eines der wenigen vergleichbaren Feuchtgebiete in Hauptstädten weltweit. Er ist stark von Wasserverschmutzung, städtischer Ausweitung durch Landgewinnung und Abholzung der Mangroven betroffen. Er bildet als Teil des Sierra Leone River ein international anerkanntes Ramsar-Gebiet. Der Creek ist ein wichtiges Rückzugsgebiet für zahlreiche Wasservogelarten.
Der Creek ist nur durch eine etwa 270 Meter breite Öffnung mit dem Atlantik bzw. dem Sierra Leone River verbunden. Über diese führt die Aberdeenbrücke.